# リチャード・ハドソン
リチャード・ハドソン (Richard Hudson, 1939年 - ）はイギリスの言語学者。
ハドソンはその半生の大部分をイギリスで送っている（ただし1945年 - 1948年はニュージーランドで過ごした）。レスターシャーのラフバラー文法学校（1948年 - 1958年）、ケンブリッジ大学のコーパス・クリスティ・カレッジ（1958年 - 1961年）、ロンドン大学の東洋アフリカ研究学院（1961年 - 1964年、博士号取得）で学ぶ。その後ユニヴァーシティ・カレッジ・ロンドンでマイケル・ハリデーとともに研究助手として二つのプロジェクトに関わる。ロドニー・ハドルストンと共同で行った科学英語の文法に関する研究（1964〜67年）、次いで言語学の英語教育に関する研究（1967年 - 1970年）である。1970年にユニヴァーシティ・カレッジ・ロンドンの講師となり、その後の研究生活の多くをその音声学・言語学科で過ごした（2004年に退職）。
ハドソンの主要な業績は語文法 (word grammar) と呼ばれる言語理論であるが、同時に言語学とイギリスの言語教育との間の橋渡しにも力を注いでいる。
言語学者の菅山謙正は、ハドソン理論の日本への紹介者のひとり。